# Mariner 1
La Mariner 1, fabricada per al primer sobrevol planetari de Venus, fou la primera sonda espacial del programa Mariner de la NASA. Fou concebuda com un disseny original, amb el llançament previst per a l'estiu del 1962. Tanmateix, com que el tram superior Centaur no estaria disponible a temps, els enginyers del Jet Propulsion Laboratory hagueren de reinventar la Mariner 1 i la seva nau germana, la Mariner 2, com una versió adaptada de la sonda espacial lunar Ranger, més lleugera. La Mariner 1 portava una bateria de sensors per mesurar la temperatura de Venus i estudiar els camps magnètics i les partícules carregades tant a proximitat del planeta com a l'espai interplanetari.
Dissenyada per a sobrevolar el planeta Venus, fallà en el seu llançament el 22 de juliol de 1962. Un error del maquinari en una antena provocà que el coet perdés contacte amb els sistemes de guiatge de terra, de manera que l'ordinador de bord prengué el control; malauradament el programari contenia un error que desvià el coet del seu recorregut correcte. Tan bon punt l'error fou evident el control de terra decidí destruir el coet, per evitar que caigués sobre zones habitades, 293 segons després de l'enlairament, a les 09:26:16 UT.
Segons el comunicat fet públic per la NASA:
| « | L'impulsador va actuar satisfactòriament fins que va tenir lloc una maniobra giratòria (nord-est) no programada detectada per un oficial de seguretat. La incorrecta aplicació de les ordres d'orientació va fer impossible corregir-ho i es redirigir el coet cap a un xoc, possiblement a les rutes marítimes de l'Atlàntic Nord o en una àrea no habitada. L'ordre de destrucció va ser enviada 6 segons abans de la separació, ja que després d'aquesta el vehicle de llançament no hauria pogut ser destruït. El microxip de ràdio va continuar transmeten senyals durant 64 segons després d'haver-se enviat l'ordre de destrucció. | » |

Mariner 1 va ser llançat per un coet Atlas-Agena. El que la NASA, a través del seu lloc web, descriu com "funcionament inadequat de l'equip aerotransportat de l'Atlas" va causar que l'impulsor perdés el contacte amb un dels sistemes de guiatge terrestres, preparant l'escenari per a un aparent error de programari en el sistema d'orientació. El paper de l'error de programari en el fracàs del llançament roman misteriós, embolicat en les ambigüitats i conflictes entre els portaveus, oficials o no.
L'objectiu científic de la missió, l'exploració de Venus, es traslladà a la següent missió, la Mariner 2 que fou llançada cinc setmanes després. Aquesta missió sí que va atènyer els propòsits principals.